# Centre juif d'Auschwitz
Le Centre juif d'Auschwitz est une organisation non gouvernementale dont la mission est : de préserver la mémoire de la communauté juive d'Oświęcim, Pologne, et de sensibiliser aux dangers de l'antisémitisme, du racisme et d'autres préjugés et intolérances.
Le Centre juif gère le musée juif, s'occupe de la seule synagogue conservée de la ville, la synagogue Chevra Lomdei Misznajot, et de la maison du dernier résident juif d'Oświęcim, Shimson Kleuger, qui abrite le café Bergson avec des expositions et des espaces. En outre, le Centre met le cimetière juif d'Oświęcim, propriété de la communauté juive de Bielsko-Biała, à la disposition des visiteurs.

## Histoire du Centre

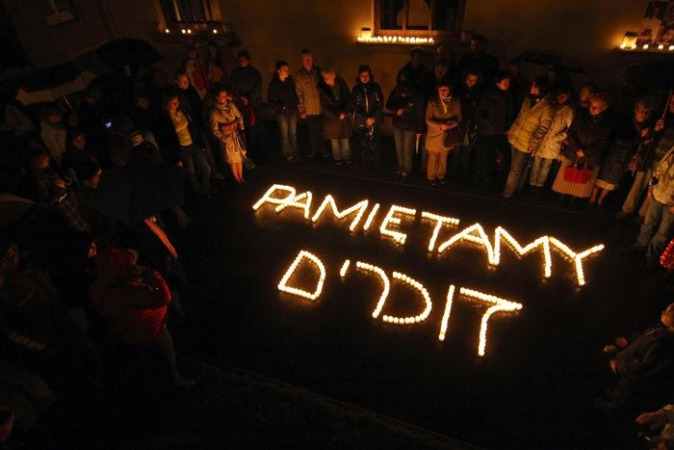
67. Anniversaire de la déportation des Juifs d'Oswiecim

En 1995, la Fondation du Centre juif d'Auschwitz a été créée à New York dans le but de créer un centre culturel et éducatif juif à Oświęcim. Un an plus tard, une organisation sœur,Edukacyjne Centrum Żydowskie à Oświęcim, a été créée pour mener à bien cette tâche en Pologne. En septembre 2000, le Centre juif d'Oświęcim a été officiellement ouvert.
Depuis septembre 2006, le Centre juif est affilié au Museum of Jewish Heritage de New York.

## Activités

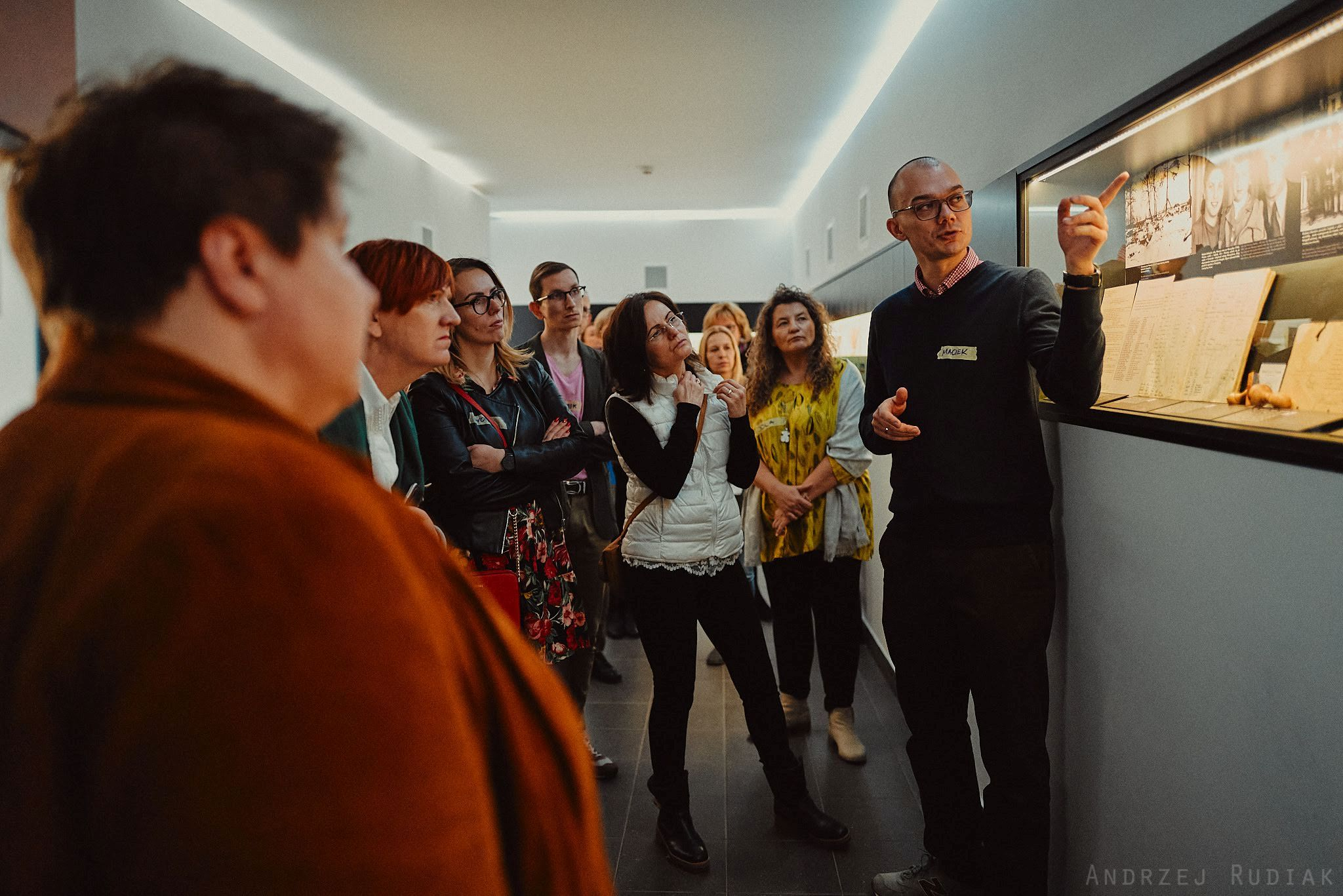
Une présentation pour les visiteurs du Musée Juif

Avant la Shoah, Oswiecim était une ville animée avec une population majoritairement juive avec des synagogues, des maisons d'études, des clubs, des écoles, des magasins et d'autres entreprises. Les Juifs y vivaient depuis des siècles et étaient actifs dans toutes les sphères de la vie. Seules quelques traces physiques restent. Le Centre remplit sa mission en mettant à disposition des visiteurs la synagogue d'Oświęcim, le Musée juif et la Maison de la famille Kluger. Les visiteurs peuvent profiter de visites guidées des parties mentionnées du musée, ainsi que des traces juives dans la ville.
Pour les groupes scolaires polonais et étrangers, le centre organise des ateliers pédagogiques sur le judaïsme, l'histoire des Juifs d'Oświęcim et les droits de l'homme. Des programmes d'études spéciaux sur l'histoire de l'Holocauste et les préjugés contemporains et la violence motivée par la haine sont préparés pour les étudiants, les enseignants et les services en uniforme.

## Musée juif

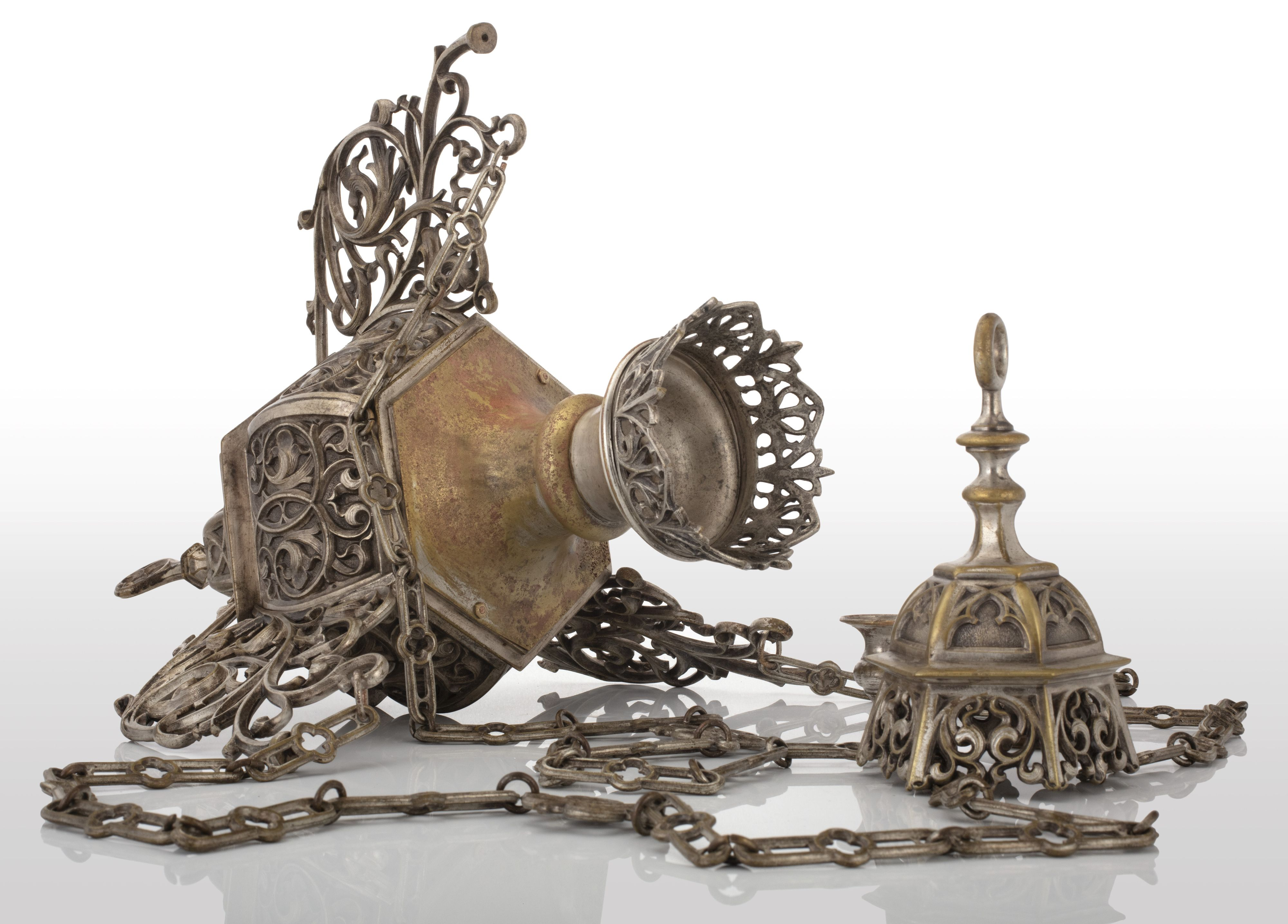
Lampe Ner Tamid de la Grande Synagogue d'Oświęcim

Le musée juif est situé dans la maison d'avant-guerre des familles Kornreich et Dattner, qui jouxte la synagogue. Exposition principale, Oshpitzin. L'histoire des juifs d'Oświęcim, présente plus de 400 ans de présence juive dans la ville à travers des photographies, des documents, des expositions historiques et des multimédias, y compris des souvenirs d'anciens habitants juifs d'Oświęcim. « Oshpitzin » était le nom d'Oświęcim par ses habitants juifs – en yiddish ce mot signifie « invités ».
Pour les visiteurs, il est disponible sous la forme d'une application gratuite Oshpitzin en polonais, anglais, allemand et hébreu.

### Monuments historiques

#### Monuments de la Grande Synagogue
Le Musée juif présente des objets trouvés lors des fouilles menées en 2004-2005 à l'endroit où se dressait la Grande Synagogue d'Oświęcim, détruite au début de la Seconde Guerre mondiale. Le travail a été réalisé par des archéologues de l'université Nicolaus Copernicus de Toruń sous la supervision du Małgorzata Grupa. Au cours des fouilles, l'équipe d'archéologues a récupéré plus de 400 pièces d'équipement du temple. Les objets ont ensuite été rénovés, catalogués et inclus dans la collection du Musée juif.
Parmi les monuments de la Grande Synagogue, il y était un groupe de lampes et de lustres. Parmi eux se trouve la lampe Ner Tamid (hébreu, lumière éternelle ), qui a été trouvée avec d'autres objets lors de travaux archéologiques menés dans la Grande Synagogue à ul. Berek Joselewicz en 2004. La lampe était le plus souvent accrochée au-dessus ou à côté de l'Aron Kodesh (auparavant dans un renfoncement sur le mur ouest de la synagogue) et était allumée que la synagogue soit vide ou fermée (cette tradition est de rappeler la menorah toujours allumée dans un ancien temple de Jérusalem). Grâce aux fouilles, un lustre de la Grande Synagogue et une menorah ont également été retrouvés.

#### Registre des survivants

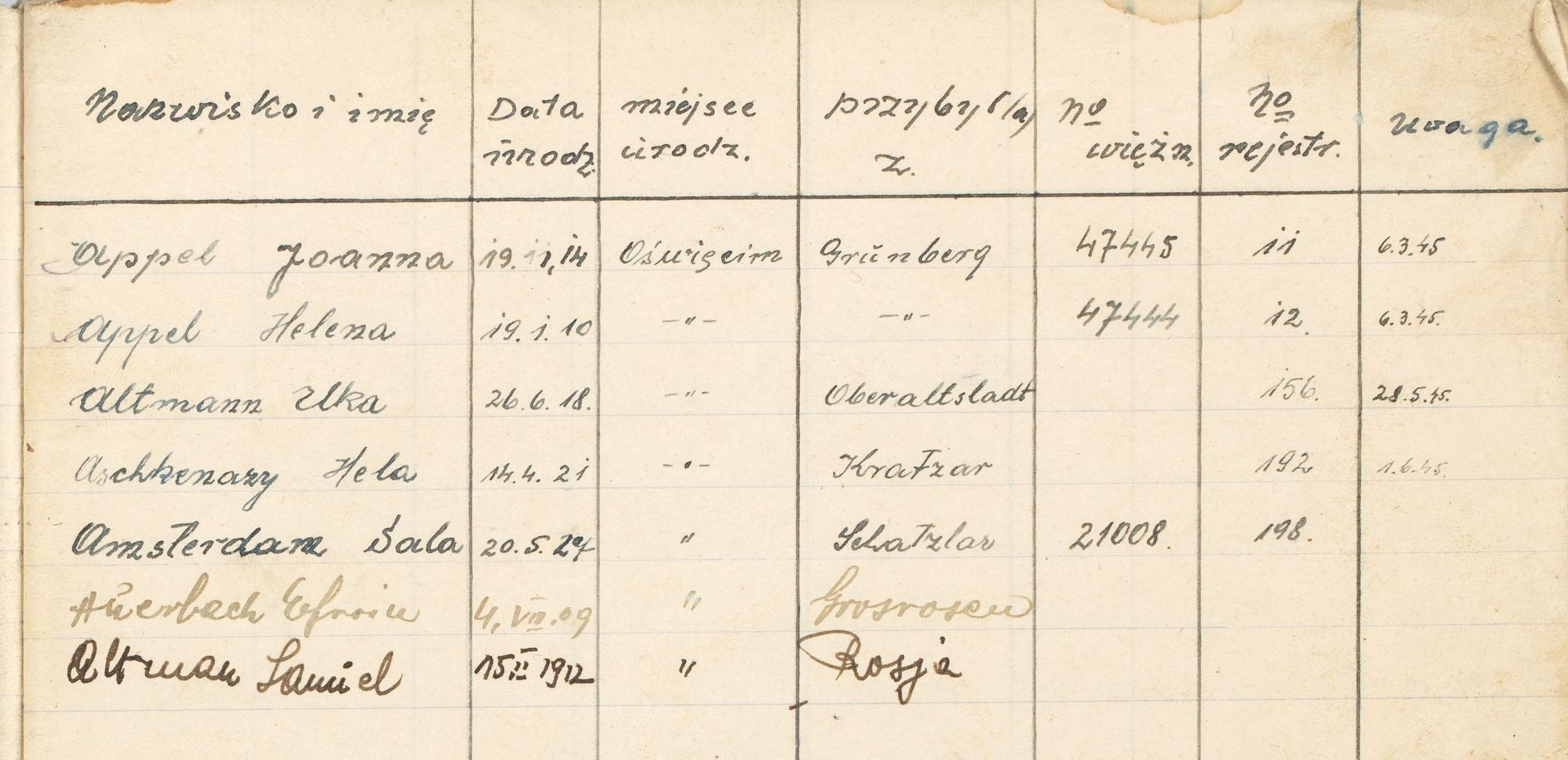
Registre des survivants de la Shoah, Maurycy Bodner, 1945

L'une des pièces les plus précieuses de la collection du Musée juif est le registre des habitants juifs d'Oświęcim qui sont revenus dans la ville après la guerre. Le registre était tenu par le comité juif local, créé en avril 1945 sous la direction de Maurycy Bodner.
Le cahier contient les noms de plusieurs centaines de juifs qui ont survécu à la Shoah et sont retournés à Oświęcim. La plupart des personnes dont les noms ont été inscrits au registre ne sont restés à Oświęcim que peu de temps (puis ils ont quitté la ville).
La liste comprend à la fois les habitants d'Oświęcim d'avant-guerre et les survivants venus d'autres régions.

### Iconographie

#### Photographies et documents de la communauté juive

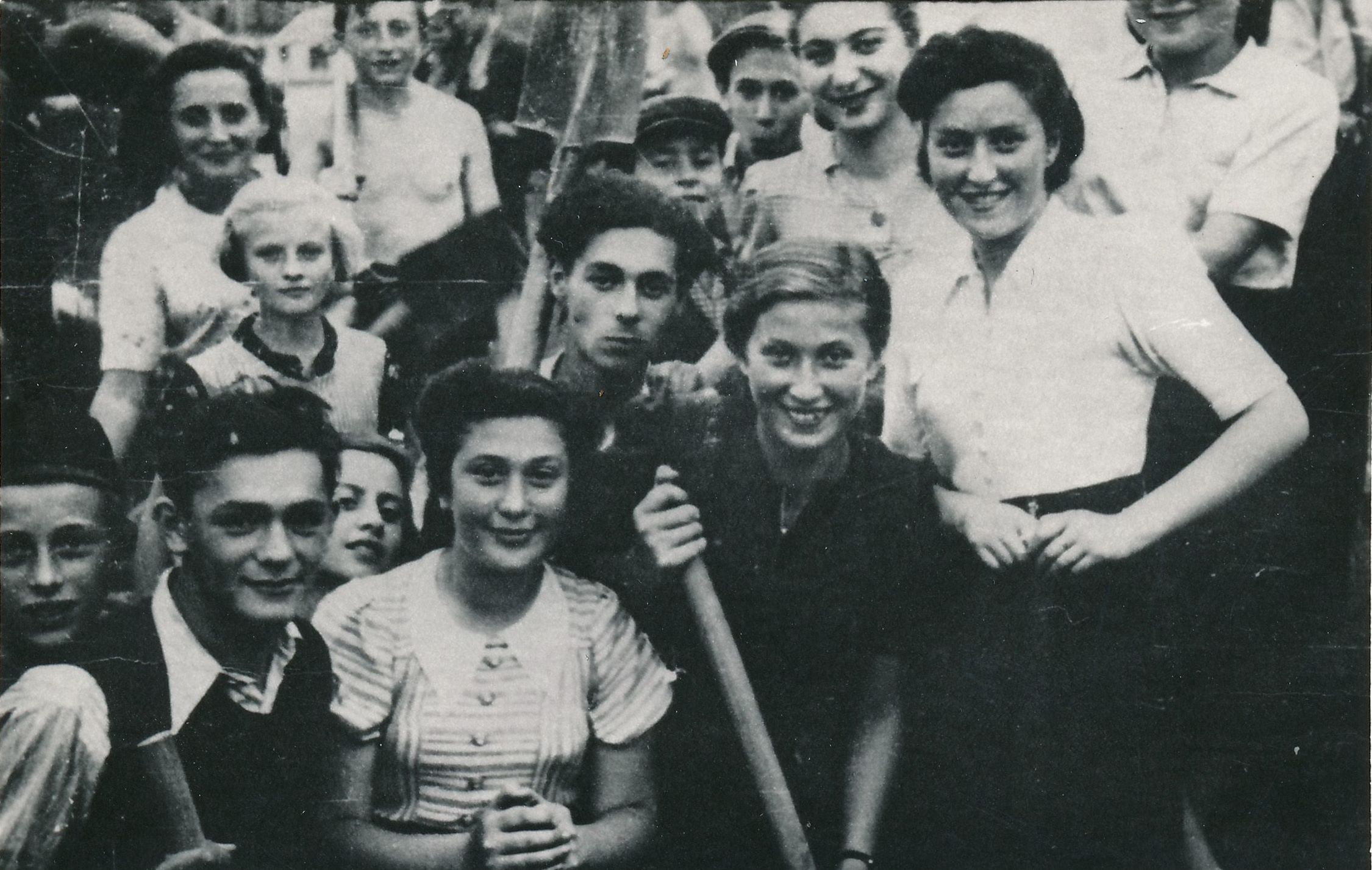
Habitants d'Oświęcim - Juifs et catholiques - creusent ensemble des fossés antichars, 1939

La collection du musée comprend également des photographies d'habitants juifs et polonais d'Oświęcim d'avant-guerre, des lettres écrites par des membres de la communauté, des certificats, des permis et d'autres documents d'archives documentant la vie de la communauté multiculturelle d'Oświęcim d'avant-guerre.
Avant qu'Auschwitz et la ville d'Oświęcim ne deviennent des symboles de l'Holocauste, c'était une ville ordinaire habitée par des Juifs dès le début du XVIe siècle. Dans les années qui ont précédé la Seconde Guerre mondiale, ils constituaient la majorité (environ 60 %) des habitants d'Oświęcim ; les générations suivantes ont contribué à l'émergence d'une culture locale riche et multicouche. Après la guerre, très peu de Juifs ont survécu ou sont revenus dans la ville (et beaucoup d'entre eux ont rapidement quitté à nouveau la Pologne).
L'exposition du Musée juif vise à familiariser le public d'aujourd'hui avec l'histoire de la communauté juive d'avant-guerre à travers des photos, des documents et des récits enregistrés de survivants.

## Synagogue

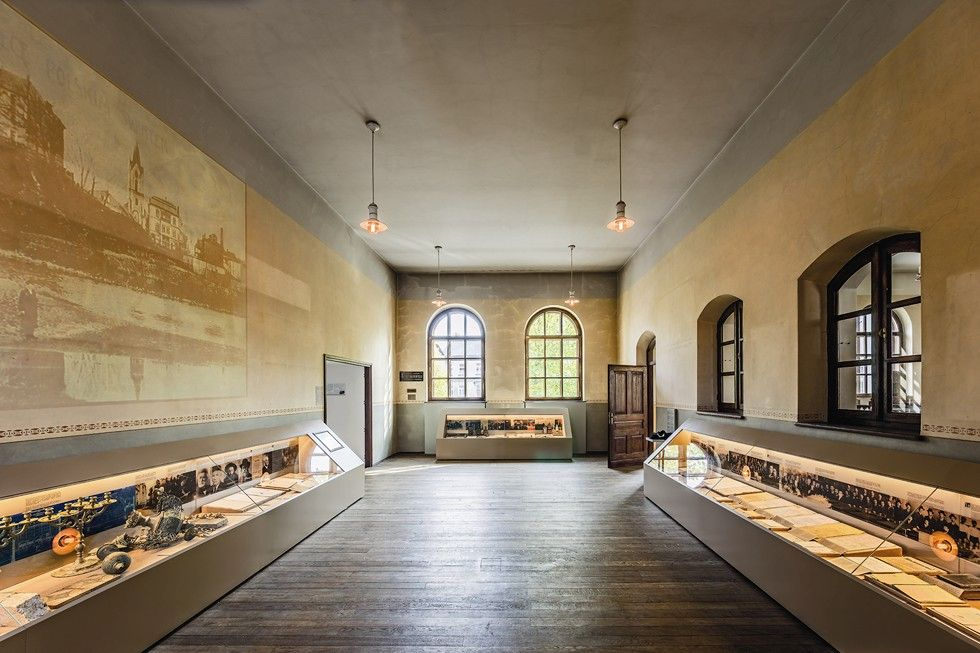
Ancienne galerie des femmes - aujourd'hui le site d'une exposition sur les Juifs d'Oświęcim d'avant-guerre

La synagogue est la seule maison de prière juive à Oświęcim qui a survécu jusqu'à nos jours. Sa construction a commencé vers 1913, et il a exercé ses fonctions jusqu'en 1939. Dans l'entre-deux-guerres, c'était l'un des quelque 20 lieux de prière juifs. Pendant la Seconde Guerre mondiale les Allemands ont détruit l'intérieur de la synagogue et l'ont utilisé comme entrepôt de munitions. Après la guerre, un groupe de survivants de la Shoah a de nouveau utilisé la synagogue pour prier. Pendant la République populaire de Pologne, le bâtiment a été partiellement abandonné et est ensuite devenu un entrepôt de tapis.
En 1998, le bâtiment de la synagogue a été rendu à la communauté juive de Bielsko-Biała - en tant que premier établissement de culte religieux juif en Pologne remis aux héritiers légitimes après la chute du communisme. La même année, la commune de Bielsko en a fait don gratuitement à la Fondation du Centre juif éducatif d'Oświęcim.
En 2000, après rénovation, la synagogue a été rouverte. Aujourd'hui, la synagogue Chewra Lomdei Mishnajot n'a pas son propre rabbin, ni une congrégation de fidèles, mais reste le seul lieu de culte juif à proximité de l'ancien camp KL Auschwitz, servant ponctuellement de lieu de prière, de réflexion et souvenir.

## Maison de la famille Kluger

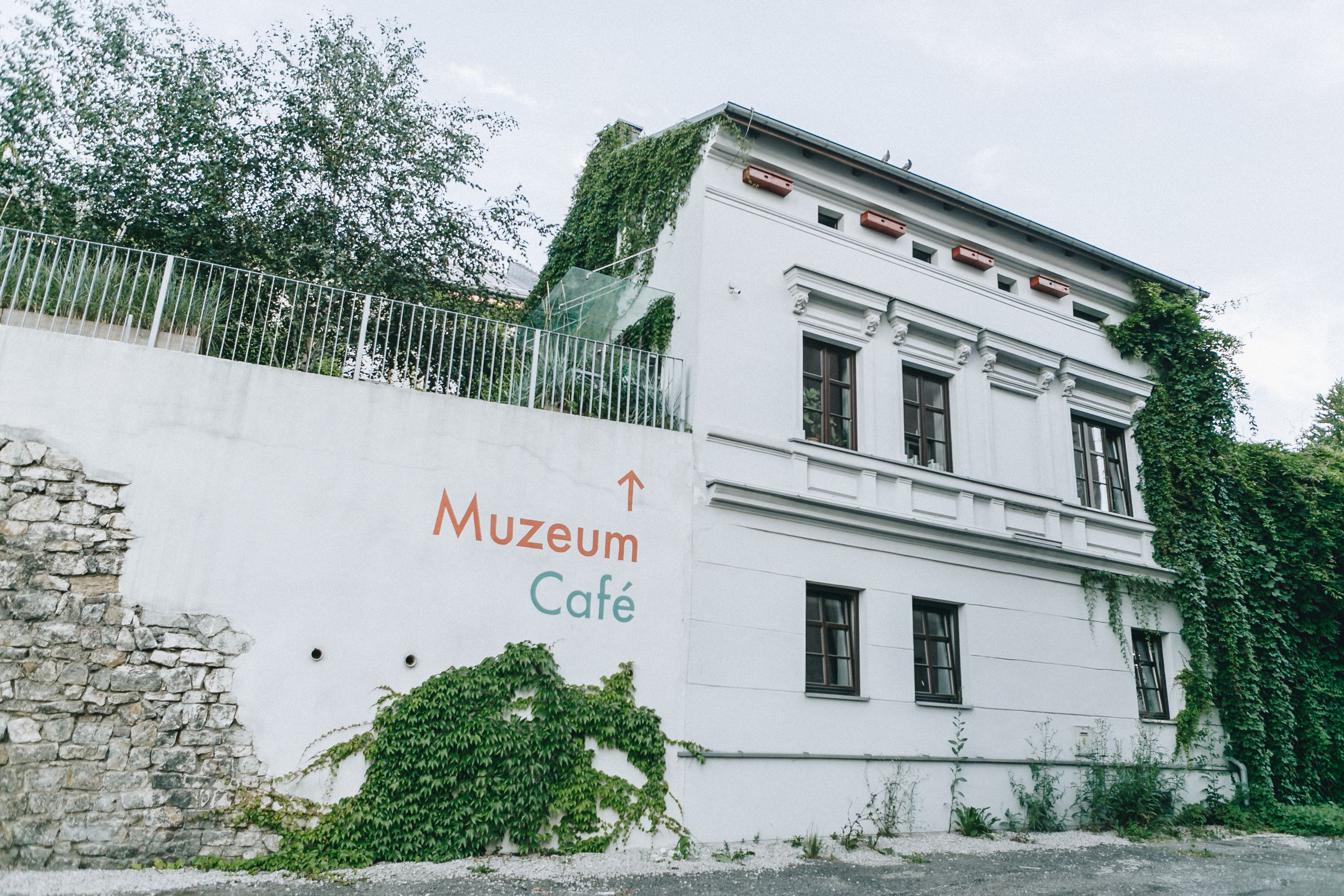
La maison Kluger à Oświęcim après rénovation

Derrière la synagogue Chevra Lomdej Misznajot, il y a une maison de plus de 100 ans dans laquelle vivait la famille juive Kluger avant la guerre : Symcha et Frida avec leurs neuf enfants. Seuls trois enfants ont survécu à la Shoah, dont Szymon Kluger (1925-2000), qui de 1961 jusqu'à sa mort a de nouveau vécu dans la maison familiale. Le bâtiment a ensuite été offert par ses héritiers au Centre juif d'Oświęcim, qui a réalisé en 2013 une rénovation et une conversion majeures en café du musée Café Bergson, ainsi qu'un espace éducatif et d'exposition.
La porte d'entrée d'origine avec une trace de la Mezouzah a été conservée et les éléments historiques du bâtiment à l'intérieur ont été exposés. Au Café Bergson, des projets culturels et éducatifs sont menés à la fois sur le passé d'Oświęcim et sur le sujet contemporain des droits de l'homme et de la protection de l'environnement.